# Tartar (Cazis)
Tartar (toponimo tedesco e romancio) è una frazione di 162 abitanti del comune svizzero di Cazis, nella regione Viamala (Canton Grigioni).

## Geografia fisica
Tartar è situato nell'Heinzenberg, alla sinistra del Reno Posteriore.

## Storia

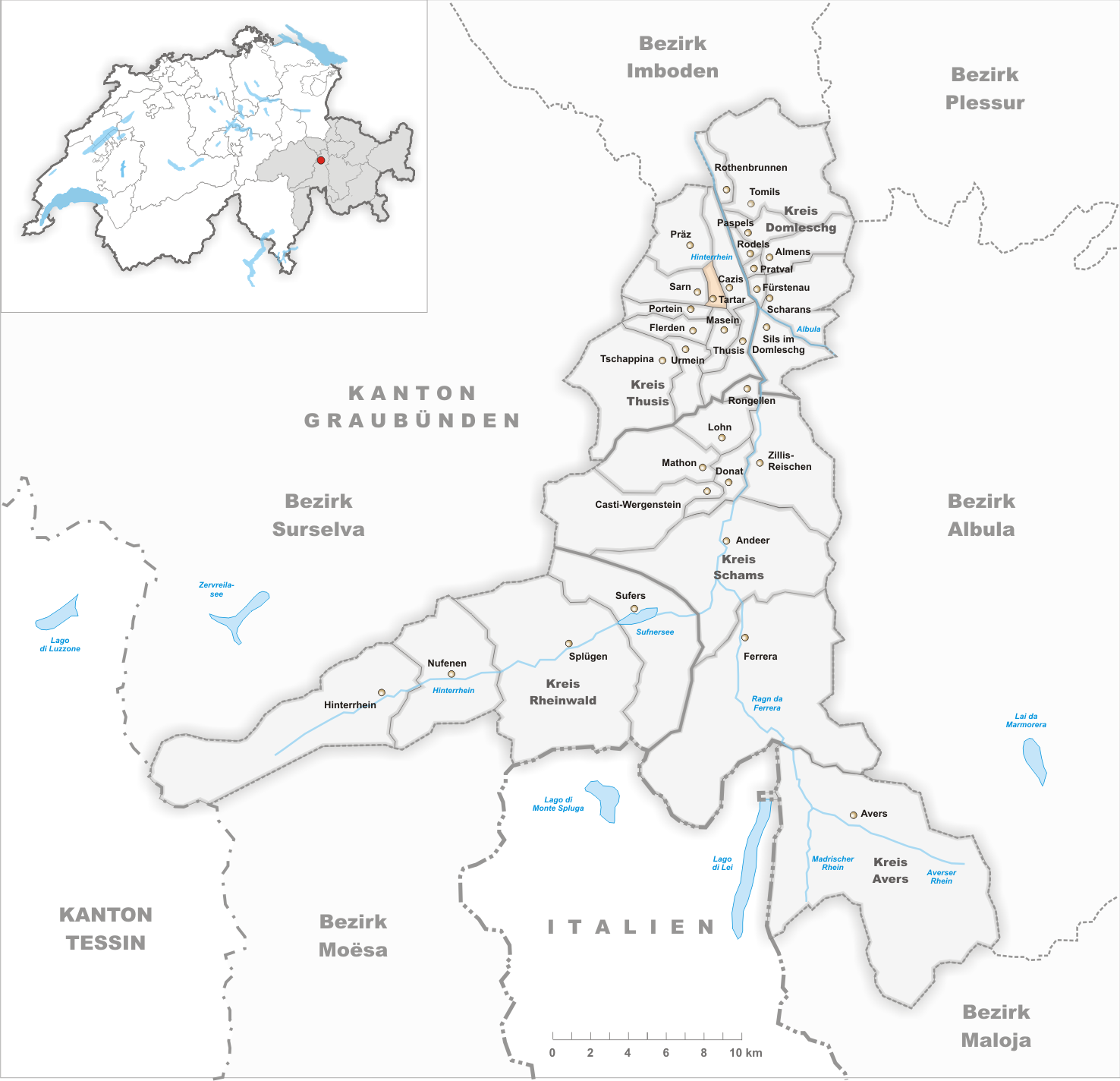
Il territorio del comune di Tartar prima degli accorpamenti comunali del 2009

Già comune autonomo che si estendeva per 1,55 km² e che comprendeva anche le frazioni di Foppa, Oberschauenberg, Pro Biet e Valeina, il 1º gennaio 2010 è stato accorpato al comune di Cazis assieme agli altri comuni soppressi di Portein, Präz e Sarn.

## Monumenti e luoghi d'interesse
- Chiesa riformata (già cappella di Santo Stefano), attestata dal 1505 e ricostruita successivamente[1].

## Società

### Evoluzione demografica
L'evoluzione demografica è riportata nella seguente tabella:
Abitanti censiti

### Lingue e dialetti
Già paese di lingua romancia, Tartar si è progressivamente germanizzato nel XX secolo: nel 2000 oltre il 96% della popolazione parlava tedesco.

## Economia
L'economia locale trae impulso principalmente dal turismo estivo.

## Infrastrutture e trasporti
Dista 4 km dalla stazione ferroviaria di Cazis e 4,5 km dall'uscita autostradale di Thusis nord, sulla A13/E43; dista 28 km da Coira.